# Typisch Toine
Typisch Toine was een radioprogramma op de Nederlandse radiozender Radio 2. Het programma werd van 2014 tot 2015 iedere zondag tussen 22.00 en 00.00 uur uitgezonden door de publieke omroep VARA. Het programma werd gepresenteerd door Toine van Peperstraten.

## Vaste onderdelen
Het programma kende enkele vaste onderdelen:
Hidden TrackIn dit onderdeel moeten luisteraars aan de hand van een albumhoes raden welke plaat aan het begin van het tweede uur te horen is.
College van Leo BlokhuisPopprofessor Leo Blokhuis komt wekelijks college geven in het programma over popmuziek.
Aan De Slag! · Afslag Thunder Road · Aje Tho! · Annemiekes A-lunch · Blokhuis · Bureau De Wilt · Bureau Kijk in de Vegte · Corné Klijns Soul Sensations · De Staat van Stasse · De Wild in de Middag · Echt Jasper · Funky Frank's · Giel ·Gijs 2.4 · Grand Café Kranenbarg · Helemaal Haandrikman · Het Platenpaleis · Hey JP! · Holy Hits · Jan-Willem Start Op! · Licence 2 Chill · Mega Album Top 50 · Motel De Wilt · Musical Moods · Muziekcafé · On the Beat · One Night Stenders · Het oor wil ook wat · Paul! · Rabbering Laat · Rarmarmar · RickvanV doet 2 · Rinkeldekinkel · Schiffers.fm · SHAY! · Simone's Songlines · Soul Night met One'sy · Spijkers met koppen · Thank God It's Sunday · The Best of 2night · The Big Frank Show · Thijs · Tijd voor Twee · Van Inkels Choice · Verrukkelijke 15 ·  VrijZaZo Show · Vroeg op Frank · 't Wordt Nu Laat · WILDGROEI · Wout2Day · Yora en Sander, Sander en Yora